# Grande ordonnance de 1357
Pour les articles homonymes, voir Grande ordonnance.
La grande ordonnance de 1357 est une tentative, menée par Étienne Marcel, d'imposer un contrôle sur la monarchie française, en particulier en matière fiscale et monétaire.

## Contexte historique
En Angleterre, les revers de Jean sans Terre (considéré comme illégitime et usurpant le trône de son frère Richard Cœur de Lion puis de son neveu Arthur et enfin de sa nièce Aliénor) contre Philippe Auguste ont conduit les citadins à lui imposer en 1215 la Magna Carta, une grande charte qui institue la liberté des villes et le contrôle de la fiscalité par le Parlement. En France les Capétiens ont assis leur pouvoir en favorisant le développement du pouvoir des villes contre celui de la noblesse. Cela s'est fait en favorisant l'épanouissement de villes franches et en ayant recours aux états généraux pour les prises de décisions importantes depuis Philippe le Bel. De fait, le domaine royal s'est considérablement étendu et la plupart des duchés sont devenus progressivement des apanages confiés aux fils du roi, ce qui évite la division progressive des possessions des Capétiens.
En France, le début de la guerre de Cent Ans a été catastrophique et le pouvoir royal est très contesté depuis la défaite de Crécy en 1346. En effet, Philippe VI avait été élu par les pairs de France au détriment de Jeanne II de Navarre. La fille de Louis X avait été exhérédée du trône de France au profit d'abord de ses oncles Philippe V et Charles IV, enfin de son cousin Philippe de Valois, tous ayant été jugés plus proches de Philippe le Bel qu'elle-même. 
C'est en vertu de ce jugement qu'Édouard III d'Angleterre, petit-fils de Philippe le Bel par sa mère Isabelle, réclama la couronne de France. De la même manière Charles II de Navarre estime pouvoir prétendre au trône en qualité de petit-fils de Louis, comte d'Évreux, au même rang que Philippe VI par son père Charles de Valois, tous deux frères de Philippe le Bel. 
À cette époque, la noblesse justifie l'essence divine de son pouvoir par une conduite chevaleresque particulièrement sur le champ de bataille. Or Crécy fut un désastre contre une armée pourtant très inférieure numériquement et Philippe VI a fui, remettant en cause la légitimité divine des Valois. Ce discrédit est aggravé par l'apparition de la grande peste en 1348, corroborant l'idée que cette dynastie n'est pas soutenue par Dieu. Édouard III et Charles de Navarre voient donc l'occasion de faire valoir leurs revendications respectives à la couronne de France et en jouent pour séduire les villes en laissant espérer l'institution d'une monarchie contrôlée.
En 1356, à la bataille de Poitiers, le roi Jean le Bon, ne voulant pas fuir comme l'a fait son père à Crécy, se bat héroïquement et est fait prisonnier par les Anglais, mais acquiert un prestige énorme. Son fils le dauphin Charles, qui a pu quitter le champ de bataille, assure la régence et tente de négocier avec l'Angleterre. Les mercenaires démobilisés pillent les campagnes  : ce sont les grandes compagnies. Pour l'éviter, le dauphin propose de créer une armée permanente de 30 000 hommes. Il faut lever de nouveaux impôts et il convoque les états généraux.

## Les états généraux
Étienne Marcel, prévôt des marchands de Paris, devient le chef du tiers état aux états généraux de 1355 et de 1356. En 1355, la guerre de Cent Ans est relancée ; pour financer l'armée, Jean le Bon doit convoquer les états généraux. Ceux-ci sont extrêmement méfiants quant à la gestion des finances publiques (échaudés par les dévaluations entraînées par les mutations monétaires) et n'acceptent la levée d'une taxe sur le sel (la gabelle) que si les états généraux peuvent en contrôler l'application et l'utilisation des fonds prélevés. Les officiers qui prélèveront la taxe doivent être désignés par les états généraux et dix députés doivent entrer au conseil du roi afin de contrôler les finances. Cette ordonnance est ratifiée le 28 décembre 1355 et votée par les états généraux de langue d'oc le 24 mars 1356[réf. nécessaire]. 
La bataille de Poitiers a lieu le 19 septembre 1356. Jean II est à deux doigts de l’emporter, mais il est fait prisonnier avec un de ses fils cadets, Philippe : c’est un nouveau désastre.
Les débuts de la régence du dauphin Charles sont difficiles : il n'a que 18 ans, peu de prestige personnel (d'autant qu'il a quitté le champ de bataille de Poitiers contrairement à son père et son frère Philippe le Hardi), peu d'expérience et doit porter sur ses épaules le discrédit des Valois. Il s'entoure des membres du conseil du roi de son père qui sont très décriés. Dès son arrivée à Paris, dix jours après la bataille, il convoque les états généraux de la langue d'oïl pour le 17 octobre 1356. Les députés du tiers état sont au nombre de 400. Le dauphin va se heurter à une forte opposition : Étienne Marcel à la tête de la bourgeoisie et les amis de Charles de Navarre regroupés autour de Robert Le Coq, l'évêque de Laon. Au sein des états généraux, un comité de 80 membres, constitué sur leur initiative (pour faciliter les discussions), appuie leurs revendications. Les états généraux déclarent le dauphin lieutenant du roi et défenseur du royaume en l’absence de son père et lui adjoignent un conseil de vingt-huit membres, douze nobles, douze bourgeois et quatre clercs, comme prévu par l'ordonnance de 1355. Au XIXe siècle, le romantisme invitera certains auteurs à penser que Paris, dans ce mouvement, était devenu une véritable république, dont Marcel était le chef réel. Étienne Marcel cherche à réformer le gouvernement et l'administration du royaume.
Pour pouvoir lever de nouvelles taxes, il exige la destitution des sept conseillers les plus compromis et la libération du roi de Navarre. À ces conditions, les états sont disposés à voter pour une année une aide d'un décime et demi sur tous les revenus des trois ordres. Pas assez puissant pour pouvoir refuser d'emblée ces propositions, le dauphin ajourne sa réponse (prétextant l'arrivée de messagers de son père), renvoie les états généraux et quitte Paris pour Metz, où il rend hommage à son oncle maternel l'empereur Charles IV. Mais, manquant d'argent, il se trouve bientôt à la merci du prévôt des marchands qui saisit le mouvement d'indignation provoqué par une nouvelle ordonnance de mutation monétaire publiée le 10 décembre 1356 et fait prendre les armes à toutes les corporations ; il doit accepter le renvoi de ses conseillers, annuler la mutation et les états généraux sont rappelés pour le début du mois de février 1357. Le 3 mars, après de houleux débats, le dauphin accepte la promulgation de la « grande ordonnance » qui avait été votée le 28 décembre au cours des états généraux de 1355 et que son père avait ratifiée juste avant de partir en campagne contre l'Anglais à l'été 1356.

## L'ordonnance

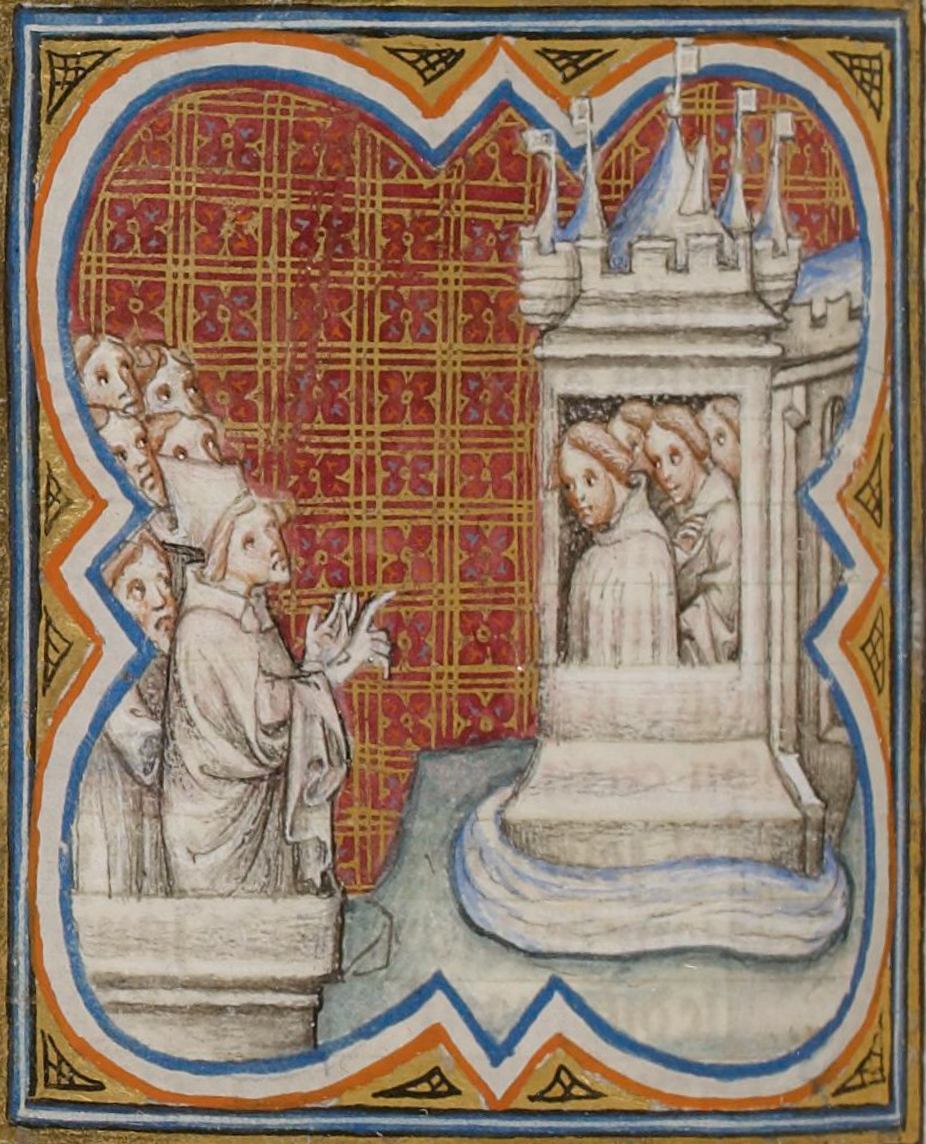
Robert Le Coq, dans une diatribe contre les officiers du roi.

Le texte de cette ordonnance comporte 61 articles. Moins rigoureux que celui de décembre 1355, il est l'esquisse d'une monarchie contrôlée et un vaste plan de réorganisation administrative. Il précise qu'une commission d'épuration composée de vingt-huit députés, dont douze bourgeois, aura pour charge de destituer les fonctionnaires fautifs (et particulièrement les collecteurs d'impôts indélicats). Les coupables seront alors condamnés et leurs biens seront confisqués. Le dauphin renonce à toute imposition non votée par les états généraux et accepte la création d'un conseil de tutelle de 36 membres qui se met aussitôt en mesure d'exécuter un programme de réformes. Six représentants des états entrent au conseil du roi qui devient un conseil de tutelle, l'administration royale sera surveillée de près : les finances et particulièrement les mutations monétaires et les subsides extraordinaires seront contrôlés par les états. L'ordonnance prévoit aussi une monnaie fixe, les nobles ne doivent plus être dispensés de l'impôt, le droit de réquisition des seigneurs doit être aboli, les fourrages et les chevaux mis à l'abri du pillage. En échange de ces mesures les villes fourniront un homme d'armes par cent foyers. Cinq jours après la promulgation de l'ordonnance, presque tous les conseillers royaux du moment sont exilés, les membres du parlement et de la chambre des comptes renouvelés, les officiers de justice et de finances destitués, la cour des aides créée.
Mais l'exécution de cette ordonnance va être vite bloquée. La commission d'épuration est désignée mais ne fonctionne que cinq mois. Les collecteurs d'impôts nommés par les états rencontrent l'hostilité des paysans et des artisans pauvres. Les six députés entrés au conseil de tutelle sont en minorité et les états généraux manquent d'expérience politique pour contrôler en permanence le pouvoir du dauphin qui, en prenant de l'expérience, retrouve l'appui des fonctionnaires. Les déplacements fréquents, coûteux et dangereux à l'époque, découragent les députés de province, et les états sont de moins en moins représentatifs. Peu à peu seule la bourgeoisie parisienne vient siéger aux assemblées. Mais enfin, le roi Jean II le Bon, gardant un grand prestige et venant de signer une trêve de deux ans avec les procureurs du prince de Galles, désavoue le dauphin et depuis sa prison de Bordeaux et interdit l'application de l'ordonnance de réformation le 6 avril 1357. Étienne Marcel et Robert Le Coq protestent auprès du dauphin qui, se sentant soutenu par les provinces, lesquelles ne suivaient pas le mouvement imprimé par la population parisienne, interdit au mois d'août au prévôt et à ses adhérents de se mêler désormais du gouvernement, attendu qu'il entendait gouverner tout seul. Le Coq se retira dans son évêché ; mais le prévôt, resté à Paris, profita du départ du dauphin Charles qui avait convoqué les états hors de la capitale, pour organiser la révolte. Il songea dès lors à opposer à la branche régnante des Valois une autre branche de la maison de France et trouva en la personne du roi de Navarre, Charles le Mauvais, un prétendant prêt à tout. Un coup de main combiné par le prévôt des marchands fit sortir le roi de Navarre du château d'Ailleux où il était détenu, et le dauphin, revenu à Paris sans argent, dut une fois encore convoquer les états pour le 7 novembre ; sous la pression des chefs populaires, il accorda à son beau-frère un sauf-conduit et l'autorisation de rentrer à Paris. Le 13 janvier 1358, les états s'assemblèrent de nouveau ; mais presque aucun noble et très peu de gens d'église s'y rendirent. Les députés se quittèrent sans avoir pu se mettre d'accord sur les moyens à trouver des subsides. Le 23 janvier suivant, le dauphin prescrit une ordonnance l'autorisant à dévaluer la monnaie. Étienne Marcel, constatant l'échec de l'instauration d'une monarchie contrôlée par voie législative, va essayer de la faire proclamer par la force. Il ne remet pas en cause la nécessité d'avoir un souverain, mais il doit composer avec celui qui lui laissera le plus de pouvoir. Il oscillera entre la faiblesse supposée du dauphin et la cupidité de Charles le Mauvais.